# Font-Ségugne
 (janvier 2011).
Si vous disposez d'ouvrages ou d'articles de référence ou si vous connaissez des sites web de qualité traitant du thème abordé ici, merci de compléter l'article en donnant les références utiles à sa vérifiabilité et en les liant à la section « Notes et références ».

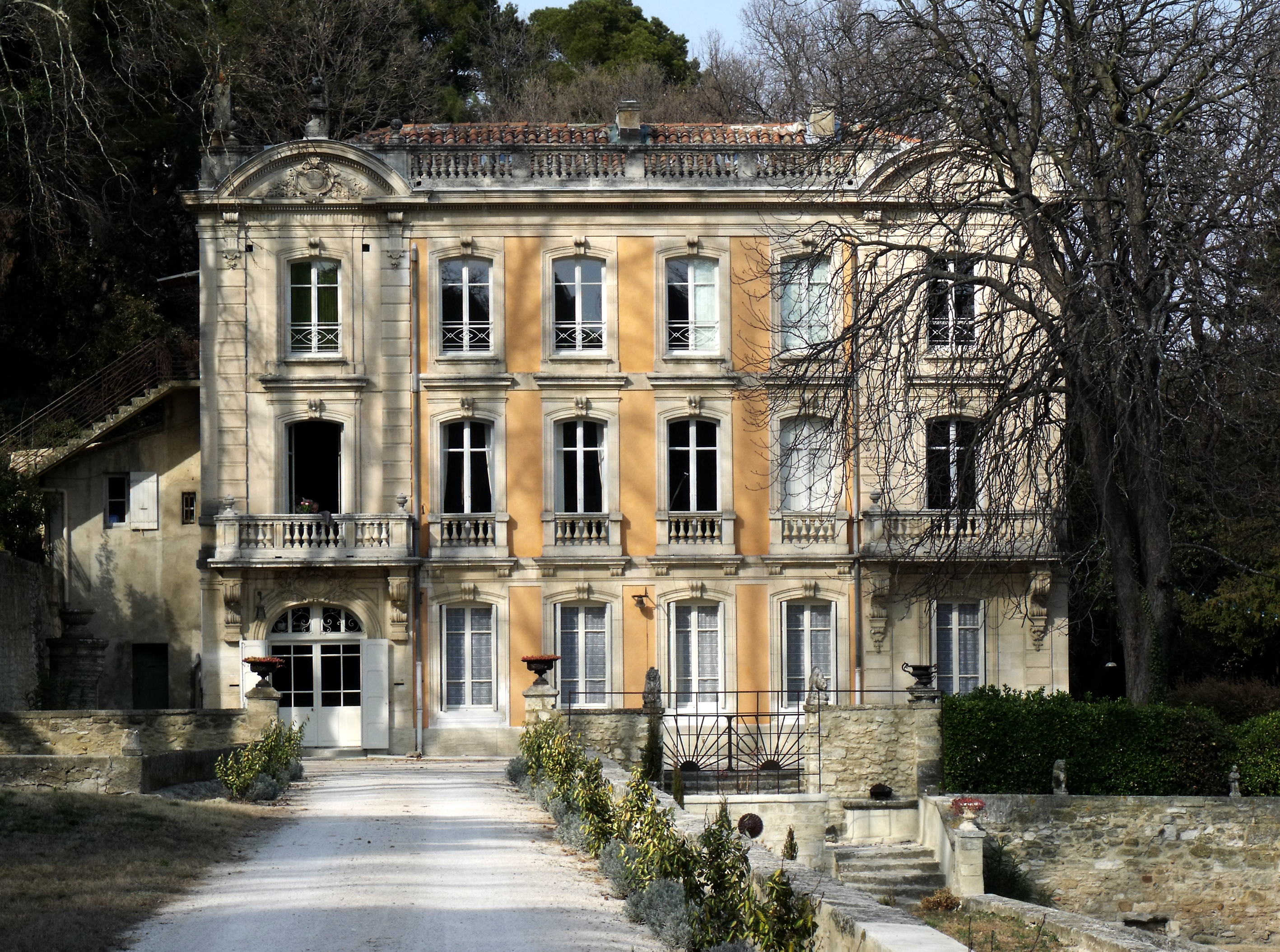
Façade du château de Font-Ségugne

Font-Ségugne, appelé aussi « château de Font-Ségugne », est un lieu-dit de la commune de Châteauneuf-de-Gadagne en Vaucluse, où, le 21 mai 1854,  fut fondé le Félibrige, par Frédéric Mistral, Joseph Roumanille, Théodore Aubanel, Jean Brunet, Paul Giéra, Anselme Mathieu et Alphonse Tavan. Frédéric Mistral décrit l'endroit comme une « bastide de plaisance » ; c'est une maison de plaisance, de style italien qu'aurait fait construire un cardinal romain.

## Frédéric Mistral et Font-Ségugne

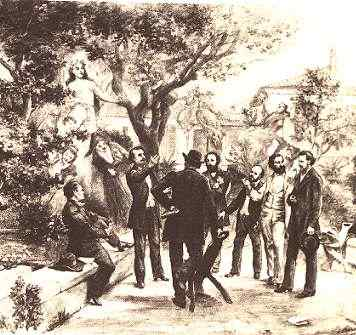
Réunion du Félibrige, à Font-Ségugne, en 1854

« Font-Ségugne, au penchant du plateau de Camp-Cabel ; regarde le Ventoux, au loin, et la gorge de Vaucluse qui se voit à quelques lieues. Le domaine prend son nom d’une petite source qui y coule au pied du castel. Un délicieux bouquet de chênes, d’acacias et de platanes le tient abrité du vent et de l’ardeur du soleil ».
« Font-Ségugne, dit Tavan (le félibre de Gadagne), est encore l’endroit où viennent, le dimanche, les amoureux du village. Là, ils ont l’ombre, le silence, la fraîcheur, les cachettes; il y a là des viviers avec leurs bancs de pierre que le lierre enveloppe ; il y a des sentiers qui montent, qui descendent, tortueux, dans le bosquet ; il y a belle vue ; il y a chants d’oiseaux, murmure de feuillage, gazouillis de fontaine. Partout, sur le gazon, vous pouvez vous asseoir, rêver d’amour, si l’on est seul et, si l’on est deux, aimer ».
Voilà où nous venions nous récréer comme perdreaux, Roumanille, Giéra, Mathieu, Brunet, Tavan, Crousillat, moi et autres, Aubanel plus que tous, retenu sous le charme par les yeux de Zani (Jenny Manivet de son vrai nom), Zani l’Avignonnaise, une amie et compagne des demoiselles du castel ». Frédéric Mistral, Mémoires et récits - Mes Origines, 1906
Lorsque Frédéric Mistral crée le Félibrige le jour de la Sainte Estelle de 1854, le château de Fontségugne est propriété du notaire avignonnais Giéra.